# Jenő Uhlyárik
Jenő Uhlyárik (15 de octubre de 1893-23 de abril de 1974) fue un deportista húngaro que compitió en esgrima, especialista en la modalidad de sable.
Participó en los Juegos Olímpicos de París 1924, obteniendo una medalla de plata en la prueba por equipos. Ganó una medalla de plata en el Campeonato Mundial de Esgrima de 1925.

## Palmarés internacional
| Juegos Olímpicos   | Juegos Olímpicos  | Juegos Olímpicos | Juegos Olímpicos  |
| Año                | Lugar             | Medalla          | Prueba            |
| ------------------ | ----------------- | ---------------- | ----------------- |
| 1924               | París (Francia)   | Medalla de plata | Sable por equipos |
| Campeonato Mundial |                   |                  |                   |
| Año                | Lugar             | Medalla          | Prueba            |
| 1925               | Ostende (Bélgica) | Medalla de plata | Sable individual  |